# Sylvain Miaillier
Sylvain Miaillier (ur. 25 września 1986 w Le Bourg-d’Oisans) – francuski narciarz dowolny specjalizujący się w skicrossie. W 2010 roku zajął 12. miejsce na igrzyskach olimpijskich w Vancouver. Podczas rozgrywanych rok później mistrzostw świata w Deer Valley uplasował się na 23. miejscu. Najlepsze wyniki w Pucharze Świata osiągnął w sezonie 2014/2015, kiedy to zajął 22. miejsce w klasyfikacji generalnej, a w klasyfikacji skicrossu był piąty.

## Osiągnięcia

### Igrzyska olimpijskie
| Miejsce | Dzień     | Rok  | Miejscowość | Konkurencja | Zwycięzca      |
| ------- | --------- | ---- | ----------- | ----------- | -------------- |
| 12.     | 21 lutego | 2010 | Vancouver   | Skicross    | Michael Schmid |

### Mistrzostwa świata
| Miejsce | Dzień    | Rok  | Miejscowość | Konkurencja | Zwycięzca             |
| ------- | -------- | ---- | ----------- | ----------- | --------------------- |
| 23.     | 4 lutego | 2011 | Deer Valley | Skicross    | Christopher Del Bosco |

## Puchar Świata

### Miejsca w klasyfikacji generalnej
- sezon 2007/2008: 73.
- sezon 2008/2009: 106.
- sezon 2009/2010: 55.
- sezon 2010/2011: 69.
- sezon 2011/2012: 44.
- sezon 2012/2013: 145.
- sezon 2013/2014: 252.
- sezon 2014/2015: 22.
- sezon 2015/2016: 65.
- sezon 2016/2017:

### Miejsca na podium w zawodach
1. Åre – 17 marca 2013 (skicross) – 3. miejsce
2. Megève – 13 marca 2015 (skicross) – 1. miejsce
3. Innichen – 20 grudnia 2015 (skicross) – 3. miejsce
4. Watles – 16 stycznia 2016 (skicross) – 2. miejsce
5. Val Thorens – 9 grudnia 2016 (skicross) – 2. miejsce